# St. Josef (Darmstadt-Eberstadt)

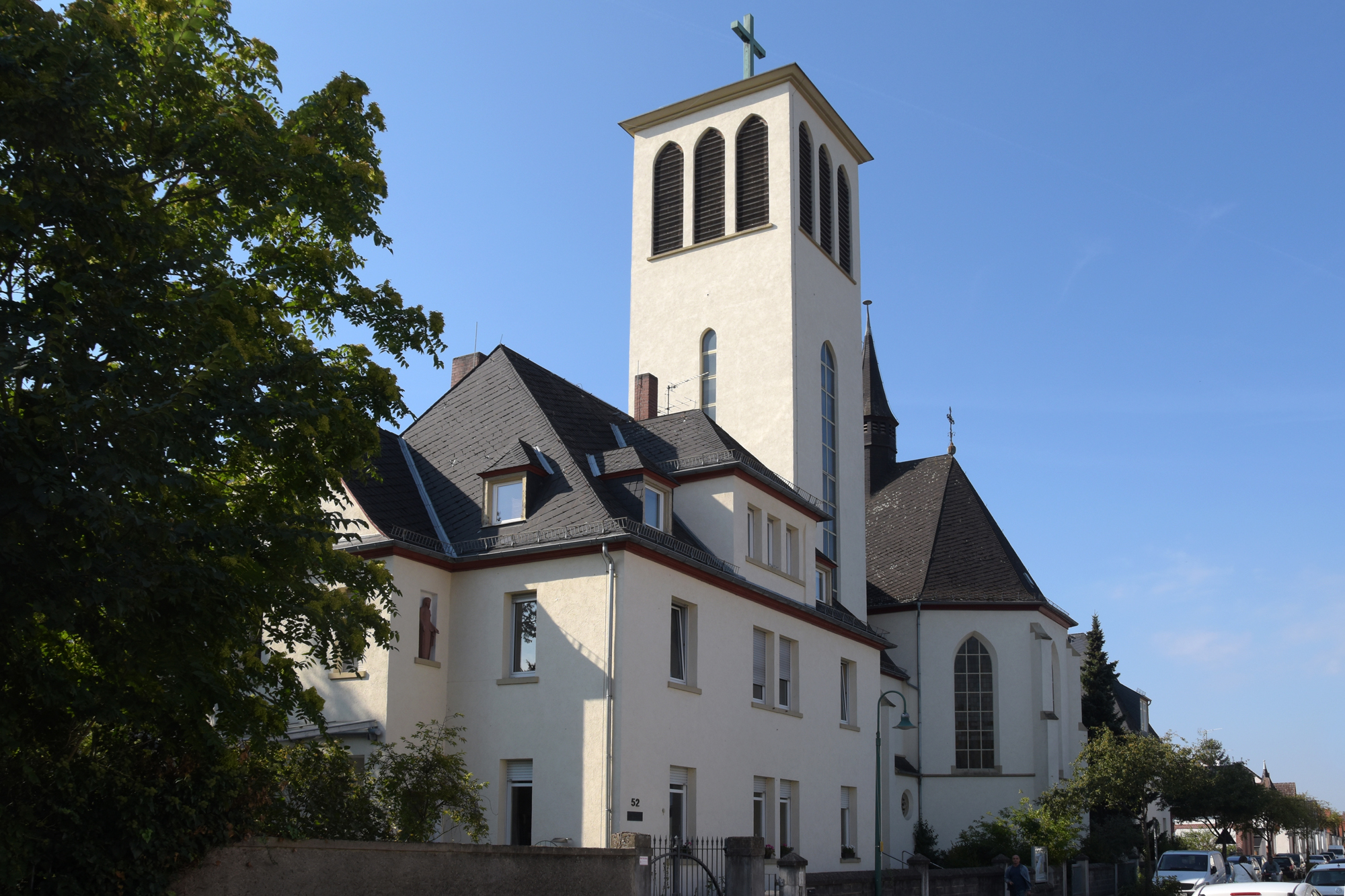
St. Josef (2016)

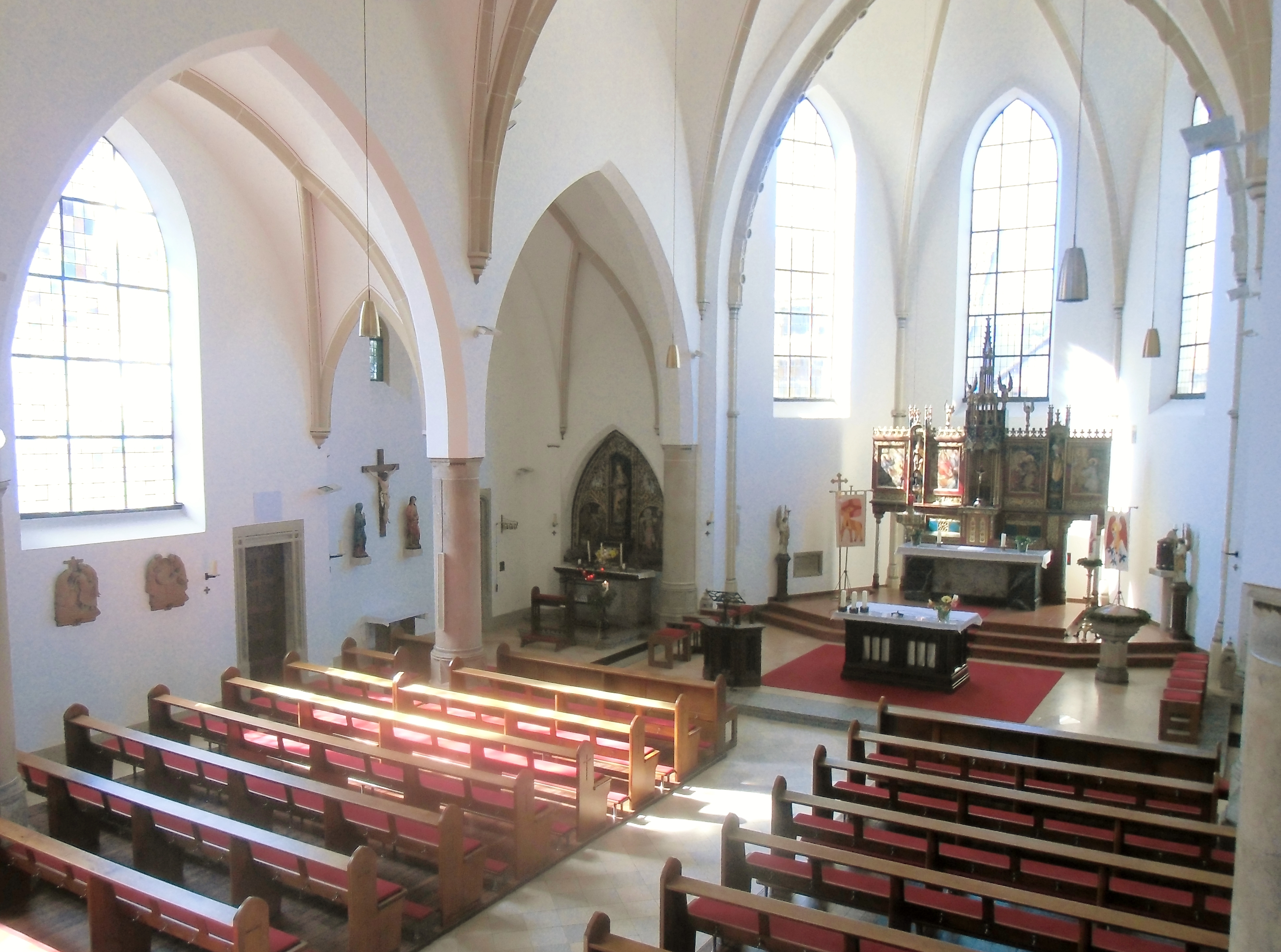
Innenraum St. Josef

Die St.-Josef-Kirche ist eine römisch-katholische Kirche in Darmstadt-Eberstadt in Südhessen.

## Geschichte

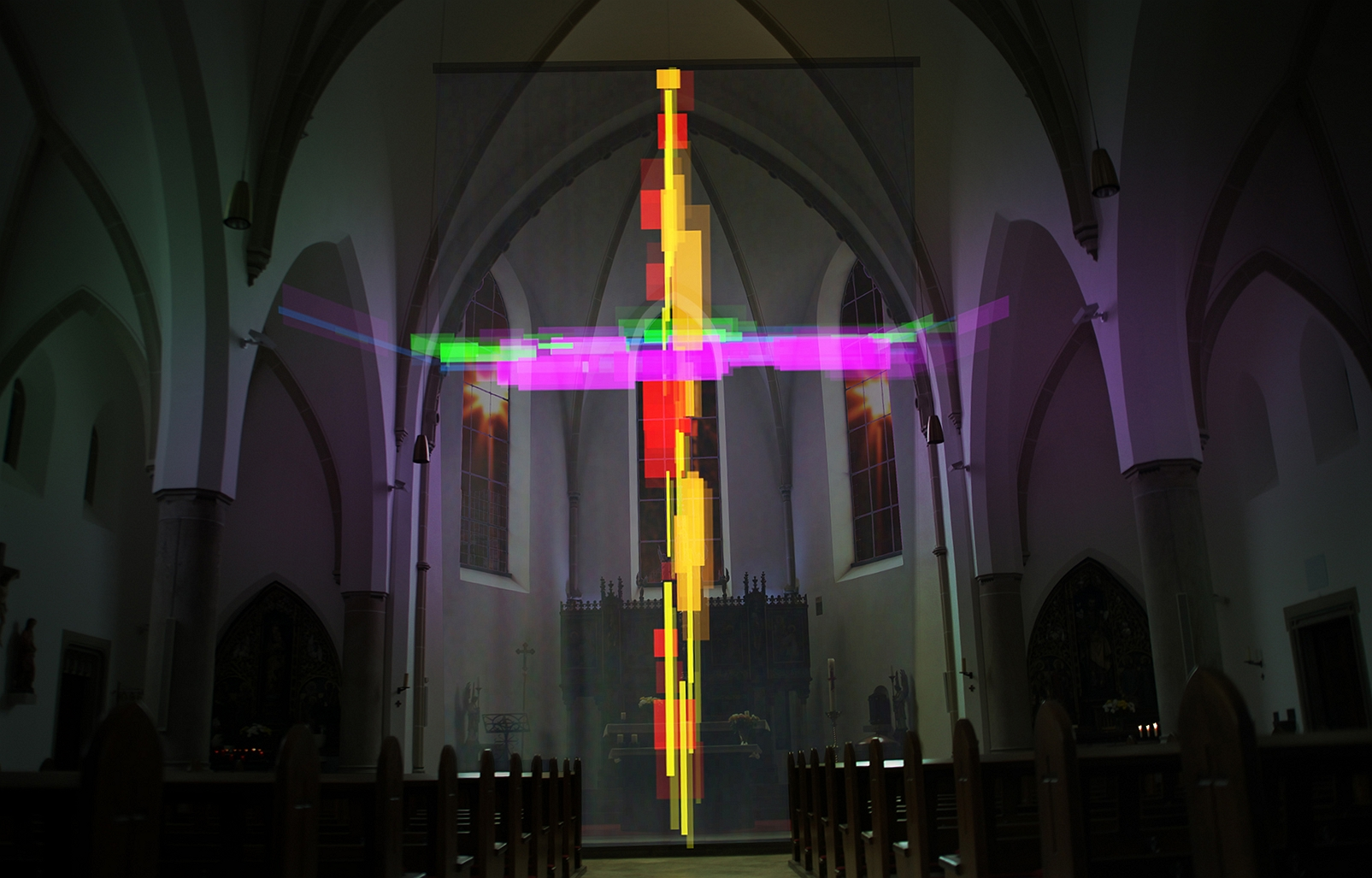
Videoinstallation in St. Josef während der Nacht der Kirchen 2013

In Eberstadt wurden 1875 die ersten katholischen Gottesdienste nach der Reformation gefeiert. 1907 bildete man aus den südlichen Gebieten von St. Ludwig die Pfarrei St. Josef. Der erste Pfarrer Josef Daus hatte das vorrangige Ziel, für die Katholiken in Eberstadt eine eigene Kirche zu bauen.
An Pfingsten 1911 wurde die Kirche durch Dekan Friedrich Elz benediziert. In den Jahren 1911 bis 1914 wurden die Sakristei, das Pfarrhaus und das Schwesternhaus erbaut. Die neugotischen Altäre stammen aus der Kunstwerkstatt von Georg Busch, Steinheim am Main. Der Turm wurde in den Jahren 1933/34 errichtet.
Die Fenster wurden im Zweiten Weltkrieg zerstört. Erhalten blieb lediglich die Rosette mit den sieben Gaben des heiligen Geistes (heute über dem Haupteingang) und ein Maßwerkfenster auf der östlichen Kirchenseite.
Anfang der 1950er Jahre wurde die Kirche von Architekt Ulrich Craemer, Darmstadt, renoviert und umgestaltet (Emporeneinbau etc.). Am 7. November 1954 fand die eigentliche Konsekration durch Bischof Albert Stohr aus Mainz statt.
Im Jahr 1989 wurde neben der Kirche ein Pfarrzentrum errichtet. 1990 folgte ein Anbau zur Erweiterung der Kirche für Werktags- und Gruppengottesdienste.

## Orgel

### Erstes Instrument von Bosch (1954–2018)

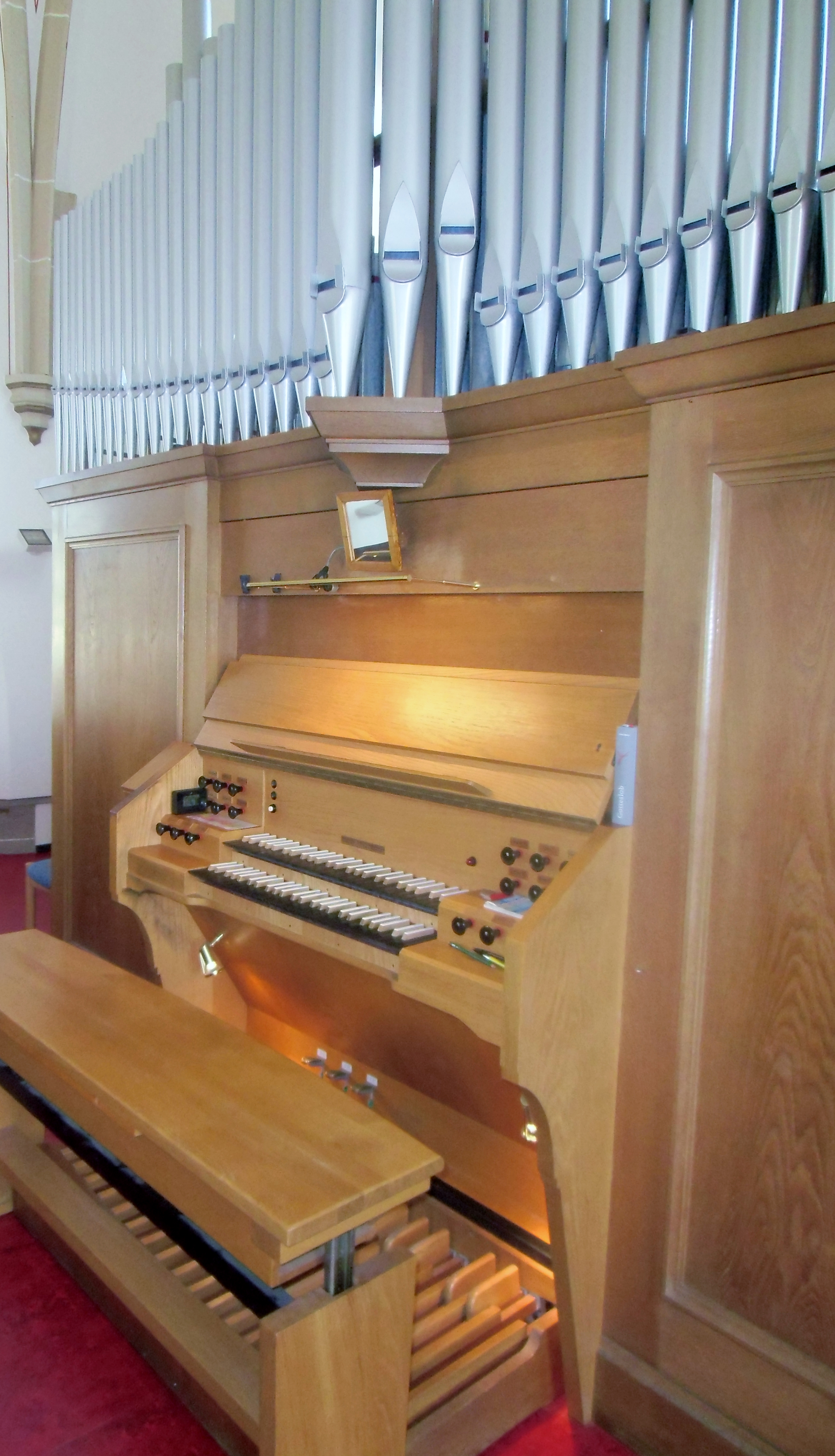
Spieltisch der ersten Orgel

Die erste Bosch-Orgel der Kirche bestand von 1954/56 bis 2018 und wurde dann durch ein neues Instrument derselben Firma ersetzt. Sie hatte überwiegend Schleifladen mit mechanischer Spiel- und Registertraktur. Einzelne Register standen auf elektropneumatischen Kegelladen.  Das Instrument verfügte über 17 klingende Register, die auf zwei Manuale und Pedal verteilt waren.
3 Register sowie die Pedallade und die Manuallade des I. Manuals stammten aus einem älteren Instrument von Bernhard Dreymann aus dem Jahr 1854, das ursprünglich in  Rodheim vor der Höhe stand. Diese Register wurden auch beim Neubau 2019 erneut übernommen.
| I Manual C–f3 |             |       |
| 1.            | Flöte       | 8′    |
| 2.            | Gedackt     | 8′    |
| 3.            | Prinzipal   | 4′    |
| 4.            | Spitzflöte  | 4′    |
| 5.            | Quinte      | 2 ⁄3′ |
| 6.            | Oktav       | 2′    |
| 7.            | Mixtur IV–V | 1 ⁄3′ |

| II Manual C–f3 |                  |       |
| 8.             | Rohrflöte        | 8′    |
| 9.             | Quintade         | 4′    |
| 10.            | Prinzipal        | 2′    |
| 11.            | Quinte           | 1 ⁄3′ |
| 12.            | Zimbel III       | 1′    |
| 13.            | Rohrschalmey     | 8′    |
|                | (freie Schleife) |       |

| Pedal C–f1 |           |     |
| 14.        | Subbaß    | 16′ |
| 15.        | Oktavbaß  | 8′  |
| 16.        | Choralbaß | 4′  |
| 17.        | Trompete  | 8′  |

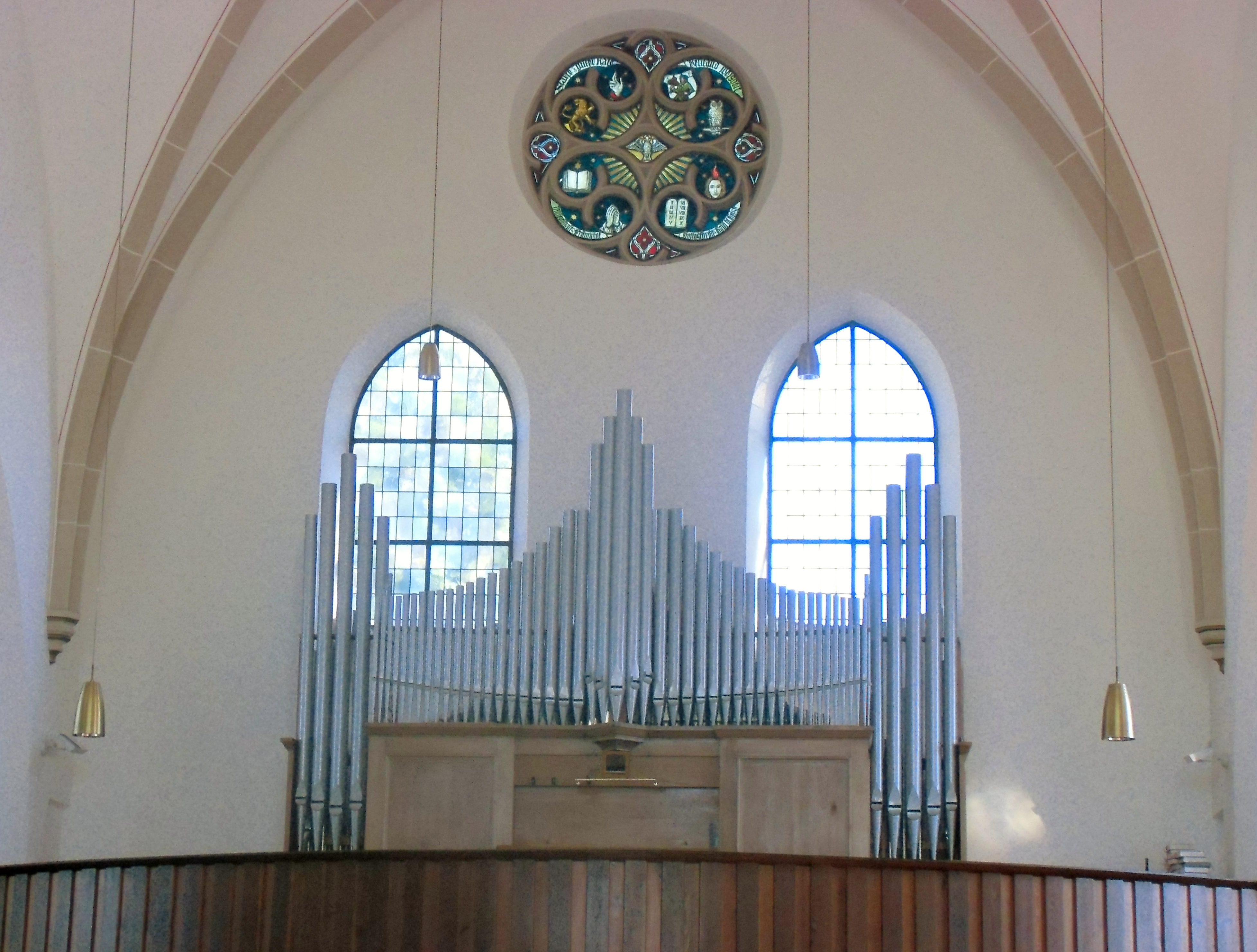
Erste Orgel von St. Josef, Darmstadt-Eberstadt

- Koppeln als Fußtritte: II/I, I/P, II/P

### Zweites Instrument von Bosch (2019)

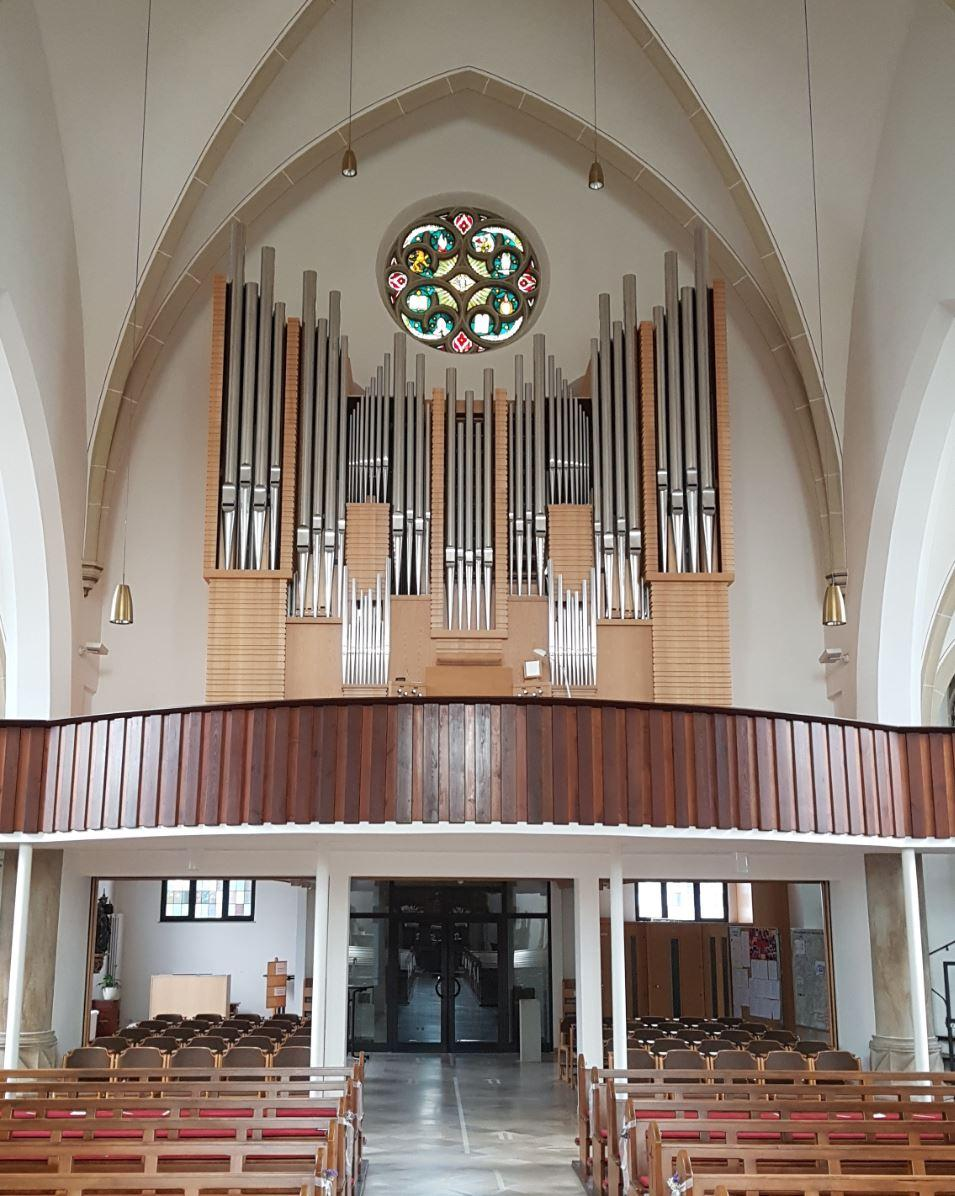
Orgel von St. Josef, Darmstadt-Eberstadt

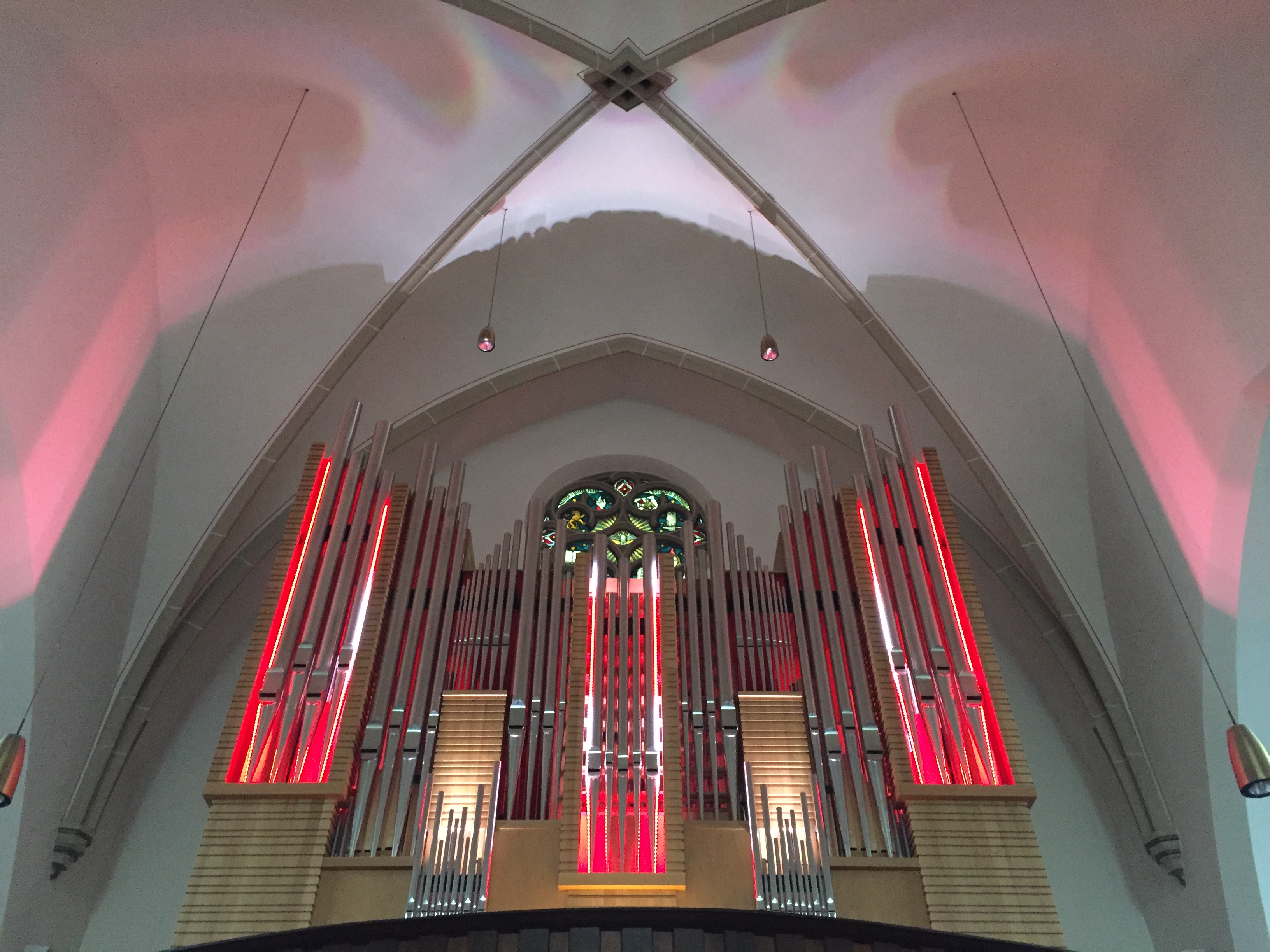
Beleuchtung der Orgel in den Farben des Mainzer Rades

Die zweite Orgel der Kirche wurde 2019 unter Wiederverwendung einzelner Register des Vorgängerinstrumentes von der Firma Bosch neu gebaut. Sie besitzt Schleifladen mit mechanischer Spiel- und elektrischer Registertraktur. Das Instrument verfügt über 25 klingende Register und ein Röhrenglockenspiel, die auf zwei Manuale und Pedal verteilt sind.
3 Register und die Manuallade des II. Manuals stammen wie schon bei der vorherigen Orgel aus einem älteren Instrument von Bernhard Dreymann aus dem Jahr 1854, das ursprünglich in  Rodheim vor der Höhe stand. Der Orgelprospekt kann mittels LED-Lampen farbig ausgeleuchtet werden.
Die Finanzierung des Neubaus erfolgte durch die in Darmstadt-Eberstadt ansässige Hans Erich und Marie Elfriede Dotter-Stiftung.
Die Orgelweihe spendete der Generalvikar des Bistums Mainz, Weihbischof Udo Markus Bentz, am 10. August 2019.
| I Hauptwerk C–g3 |            |       |
| 1.               | Bordun     | 16′   |
| 2.               | Principal  | 8′    |
| 3.               | Flöte      | 8′    |
| 4.               | Gedackt    | 8′    |
| 5.               | Gambe      | 8′    |
| 6.               | Octave     | 4′    |
| 7.               | Spitzflöte | 4′    |
| 8.               | Quinte     | 2 ⁄3′ |
| 9.               | Octave     | 2′    |
| 10.              | Mixtur IV  |       |
| 11.              | Trompete   | 8′    |

| II Schwellwerk C–g3 |                    |       |
| 12.                 | Rohrflöte          | 8′    |
| 13.                 | Salicional         | 8′    |
| 14.                 | Vox coelestis      | 8′    |
| 15.                 | Gedacktflöte       | 4′    |
| 16.                 | Fugara             | 4′    |
| 17.                 | Flageolet          | 2′    |
| 18.                 | Quinte             | 1 ⁄3′ |
| 19.                 | Sesquialtera II    | 2 ⁄3′ |
| 20.                 | Oboe               | 8′    |
|                     | Röhrenglocken g–g2 |       |
|                     | Tremulant          |       |

| Pedal C–f1 |            |     |
| 21.        | Subbaß     | 16′ |
| 22.        | Oktavbaß   | 8′  |
| 23.        | Gedacktbaß | 8′  |
| 24.        | Choralbaß  | 4′  |
| 25.        | Posaune    | 16′ |

- Koppeln: II/I, I/P, II/P
- Spielhilfen: 10.000 Setzerkombinationen